# Morindopsis capillaris
Morindopsis capillaris är en måreväxtart som först beskrevs av Wilhelm Sulpiz Kurz, och fick sitt nu gällande namn av Wilhelm Sulpiz Kurz. Morindopsis capillaris ingår i släktet Morindopsis och familjen måreväxter. Inga underarter finns listade i Catalogue of Life.